# Bohumil Cepák
Bohumil Cepák (13. července 1951, Sezimovo Ústí – 4. září 2021) byl československý házenkář, brankář.
S týmem Československa hrál na letních olympijských hrách v Montrealu v roce 1976, kde tým skončil na 7. místě. Nastoupil ve všech 5 utkáních. Na klubové úrovni hrál od roku 1970 během vojenské služby za Duklu Praha. Po jejím skončení hrál za TJ Gottwaldov.